# Franz Beda Riklin

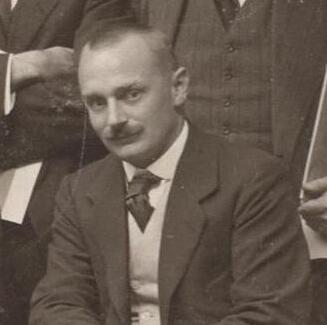
Franz Riklin (1911)

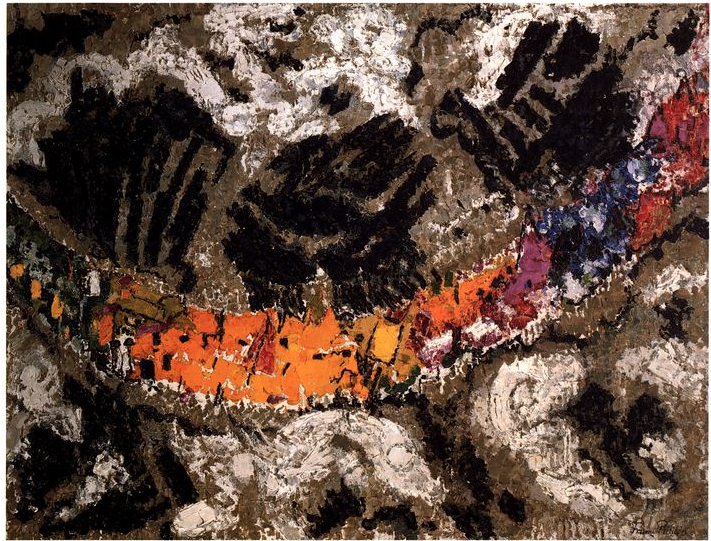
Verkündigung (1915/1916)

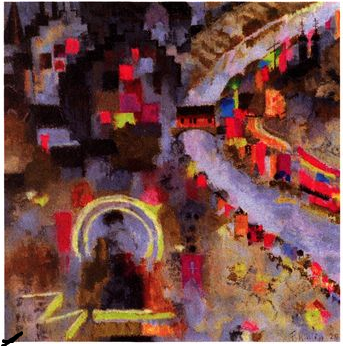
Rheinau (1920)

Franz Beda Riklin (geboren 22. April 1878 in St. Gallen; gestorben 4. Dezember 1938 in Küsnacht) war ein Schweizer Psychiater und Maler.

## Leben
Franz Riklin stammte aus einer streng katholischen Familie. Er studierte Medizin in Genf, bei Gustav Aschaffenburg in Heidelberg, dort auch experimentelle Psychologie bei Emil Kraepelin, und in Zürich. Von 1902 bis 1904 war er Assistent in der Burgholzli-Klinik in Zürich, wo er bei Eugen Bleuler promoviert wurde. Er stellte Assoziations-Studien an und arbeitete C. G. Jung in dieses Forschungsgebiet ein. Die Ergebnisse veröffentlichte er 1905 gemeinsam mit Jung als Experimentelle Untersuchungen über die Assoziationen Gesunder. Während Riklins  Wehrdienstes 1903 besetzte Jung die vorgesehene Assistenzarztstelle am Burghölzli, so dass Riklin die Forschung verlassen und an die Klinik Rheinau wechseln musste. Er erhielt dort auch das Amt des Kantonalen Inspektors für Irrenpflege.
Riklin heiratete 1906 Sophia Fiechter, eine Enkelin des Basler Arztes Karl Gustav Jung und mithin eine Cousine Carl Gustav Jungs. Fiechter war allerdings protestantisch, sodass Riklins Familie ihn wegen dieser Mesalliance verstiess. Sie hatten vier Kinder, der Sohn Franz Niklaus Riklin (1909–1969) war später Mitarbeiter Jungs und edierte dessen Schriften. Das Ehepaar Riklin-Fiechter baute sich 1909 ein Haus in Küsnacht.
Riklin interessierte sich für die Arbeiten Sigmund Freuds und nahm 1908 am ersten Kongress der Wiener Psychoanalytischen Vereinigung in Salzburg teil, wo er auch einen Vortrag hielt. 1909 eröffnete er die erste psychoanalytisch orientierte Arztpraxis in Zürich.
Riklin wurde 1910 bei dessen Gründung zum Sekretär der Internationalen Psychoanalytischen Vereinigung (IPA) bestellt und war damit auch der Redakteur des Korrespondenzblatts der IPA. Nach dem Zerwürfnis zwischen Jung und Freud 1913 zog sich auch Riklin aus der Zusammenarbeit mit Freud zurück und gab 1914 das Amt bei der IPA ab. Auch von Jung distanzierte er sich zunehmend.
Im März 1912 traf Riklin in Florenz auf den Maler Augusto Giacometti, die beiden freundeten sich an und Giacometti wurde der Patenonkel des einen Sohnes der Familie, Peter Anton. Giacometti erteilte Riklin auch Malunterricht. Giacometti fertigte 1913 das Mosaik Heiliger Franziskus von Assisi in Riklins Haus in Küsnacht. Während des Ersten Weltkriegs wurde Riklin als Militärarzt eingezogen. Nach dem Krieg wurden Giacometti und er Mitglied bei der Künstlergruppe «Das Neue Leben» und sie beteiligten sich 1919 an der Seite von Hans Arp, Francis Picabia und Sophie Taeuber an einer Ausstellung der Gruppe im Kunsthaus Zürich. Riklins Bild Die Verkündigung aus dem Jahr 1915/1916 gelangte in den Bestand des Kunsthauses Zürich. Riklin betrieb die Malerei ernsthaft neben seiner ärztlichen Tätigkeit und wurde in den Berufsverband «Gesellschaft Schweizerischer Maler, Bildhauer und Architekten» (GSMBA) aufgenommen. Giacometti gewann ihn zwischen 1923 und 1925 für die Ausführung seiner Freskos im Amtshaus I in Zürich, eine Maltechnik, die für beide Neuland war.

## Schriften (Auswahl)
- Hebung epileptischer Amnesien durch Hypnose. In: Journal für Psychologie und Neurologie, Bd. I, 1902. Barth, Leipzig 1903. Diss. Universität Zürich, 1903.
- mit C. G. Jung: Diagnostische Assoziationstudien. I. Beitrag. Experimentelle Untersuchungen über Assoziationen Gesunder. In: Journal für Psychologie und Neurologie, Vol. III., S. 55–83, 145–l64, 193–214, 283–308, und Vol. IV., S. 24–67.
- Wunscherfüllung und Symbolik im Märchen. Verlagsbuchhändler Hugo Heller, Leipzig/Wien 1908.
- Impressionen aus England. Rascher, Zürich 1918.